# Claudia Weber (historyk)
Claudia Weber (ur. 1969 w Guben) – niemiecka historyk specjalizująca się w historii II wojny światowej. Autorka m.in. książek Krieg der Täter. Die Massenerschießungen von Katyń (2015) oraz Der Pakt. Stalin, Hitler und die Geschichte einer mörderischen Allianz 1939–1941 (2019). W 2014 została zatrudniona na stanowisku profesora historii na Uniwersytecie Europejskim Viadrina we Frankfurcie nad Odrą.